# Berowra Heights
Berowra Heights är en del av en befolkad plats i Australien. Den ligger i kommunen Hornsby Shire och delstaten New South Wales, i den sydöstra delen av landet, omkring 28 kilometer norr om delstatshuvudstaden Sydney.
Runt Berowra Heights är det tätbefolkat, med 383 invånare per kvadratkilometer.. Närmaste större samhälle är Hornsby, omkring 11 kilometer söder om Berowra Heights. 
I omgivningarna runt Berowra Heights växer i huvudsak städsegrön lövskog. Genomsnittlig årsnederbörd är 1 380 millimeter. Den regnigaste månaden är februari, med i genomsnitt 200 mm nederbörd, och den torraste är juli, med 36 mm nederbörd.